# Grammodes justa
Grammodes justa là một loài bướm đêm trong họ Erebidae.

## Hình ảnh

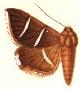
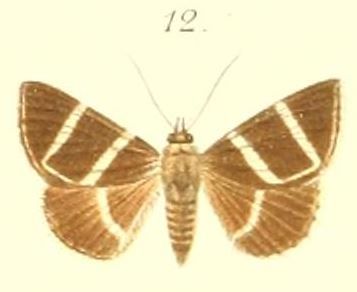
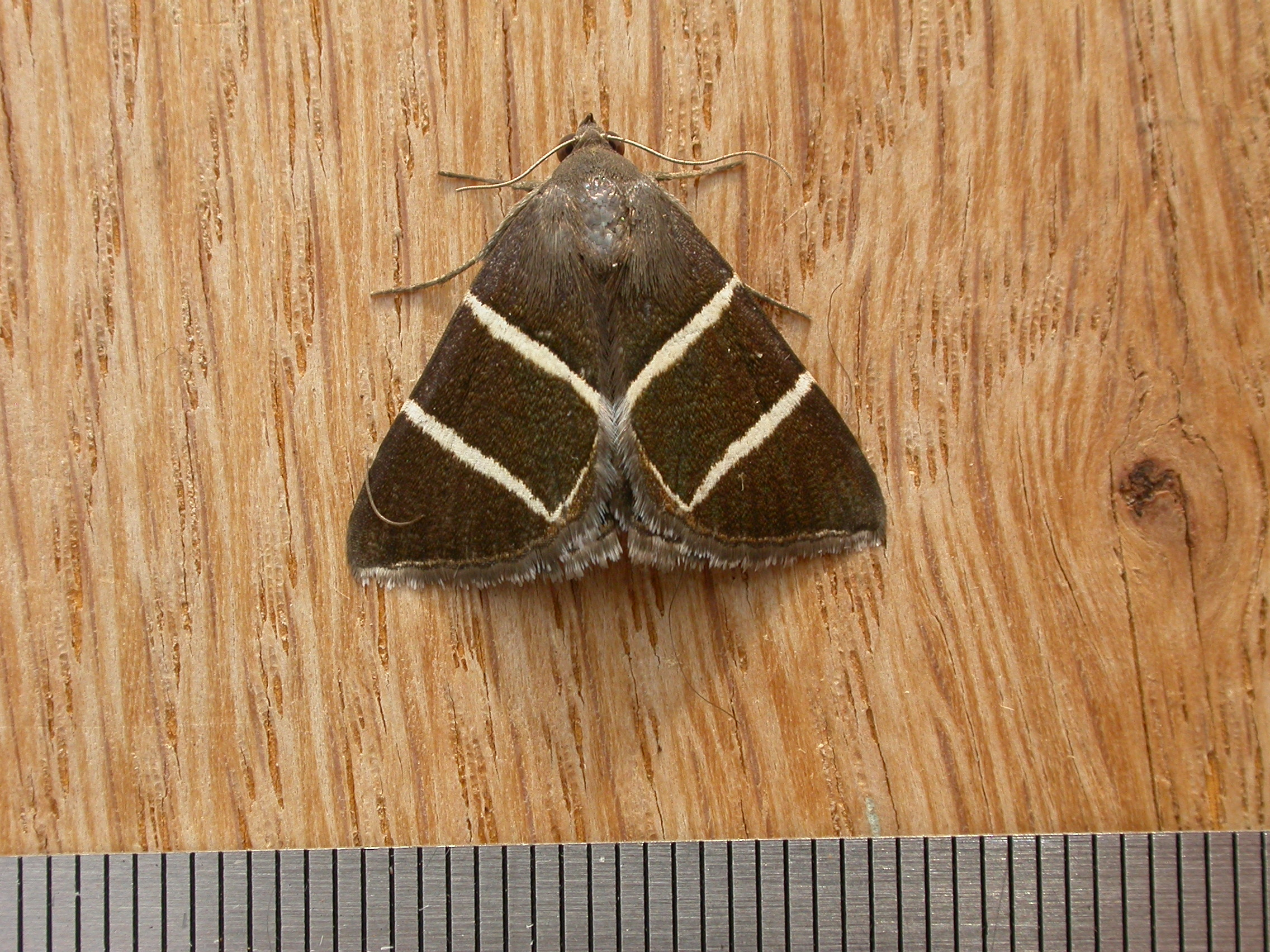